# Зуевка
Зуевка (на руски: Зуевка) е град в Русия, административен център на Зуевски район, Кировска област. Населението на града към 1 януари 2018 е 10 447 души.